# اللجنة الاستشارية الوطنية للأخلاقيات
اللجنة الاستشارية الوطنية للأخلاقيات ( بالإنجليزية: National Ethics Advisory Committee ) هو مجلس استشاري حكومي فرنسي معني بقضايا الأخلاقيات الحيوية . تم إنشاؤه بموجب مرسوم رئاسي أصدره فرانسوا ميتران في عام 1983. 

## أنظر أيضاً
- اللجنة الوطنية لحماية البشر الخاضعين للأبحاث الطبية الحيوية والسلوكية (الولايات المتحدة 1974-1978)
- لجنة الرئيس لدراسة المشكلات الأخلاقية في الطب والبحوث الطبية الحيوية والسلوكية (الولايات المتحدة 1978-1983)
- اللجنة الاستشارية الوطنية للأخلاقيات الحيوية (الولايات المتحدة 1996-2001)
- مجلس الرئيس للأخلاقيات الحيوية (الولايات المتحدة 2001-2009)